# 산 맥코이
션 맥코이(영어: Seán McCaughey, 아일랜드어: Seán Mac Eóchaidh, 1915년 ~ 1946년 5월 11일)는 1930년대와 1940년대의 아일랜드 공화국군(IRA) 지도자이다.
오늘날의 북아일랜드 티론 주출신으로, IRA 북부사령부 부대장을 역임했다. 1941년 9월, IRA 참모총장 스티븐 헤이스를 납치공격한 혐의로 더블린에서 총살형을 선고받았다. 교도소에 수감된 맥코이는 죄수복을 입기를 거부하고 거의 5년 가까이 모포만 덮고 생활했다. 1946년 4월 19일 단식투쟁을 시작하여 10일 뒤부터 물을 마시지 못하게 되었고 단식 23일째인 5월 11일 사망했다.
맥코이는 아일랜드 자유국 최후의 단식투쟁 사망자이다.